# Piekoszów (gemeente)
De gemeente Piekoszów is een landgemeente in het Poolse woiwodschap Święty Krzyż, in powiat Kielecki.
De zetel van de gemeente is in Piekoszów.
Op 30 juni 2004 telde de gemeente 15 061 inwoners.

## Geografie

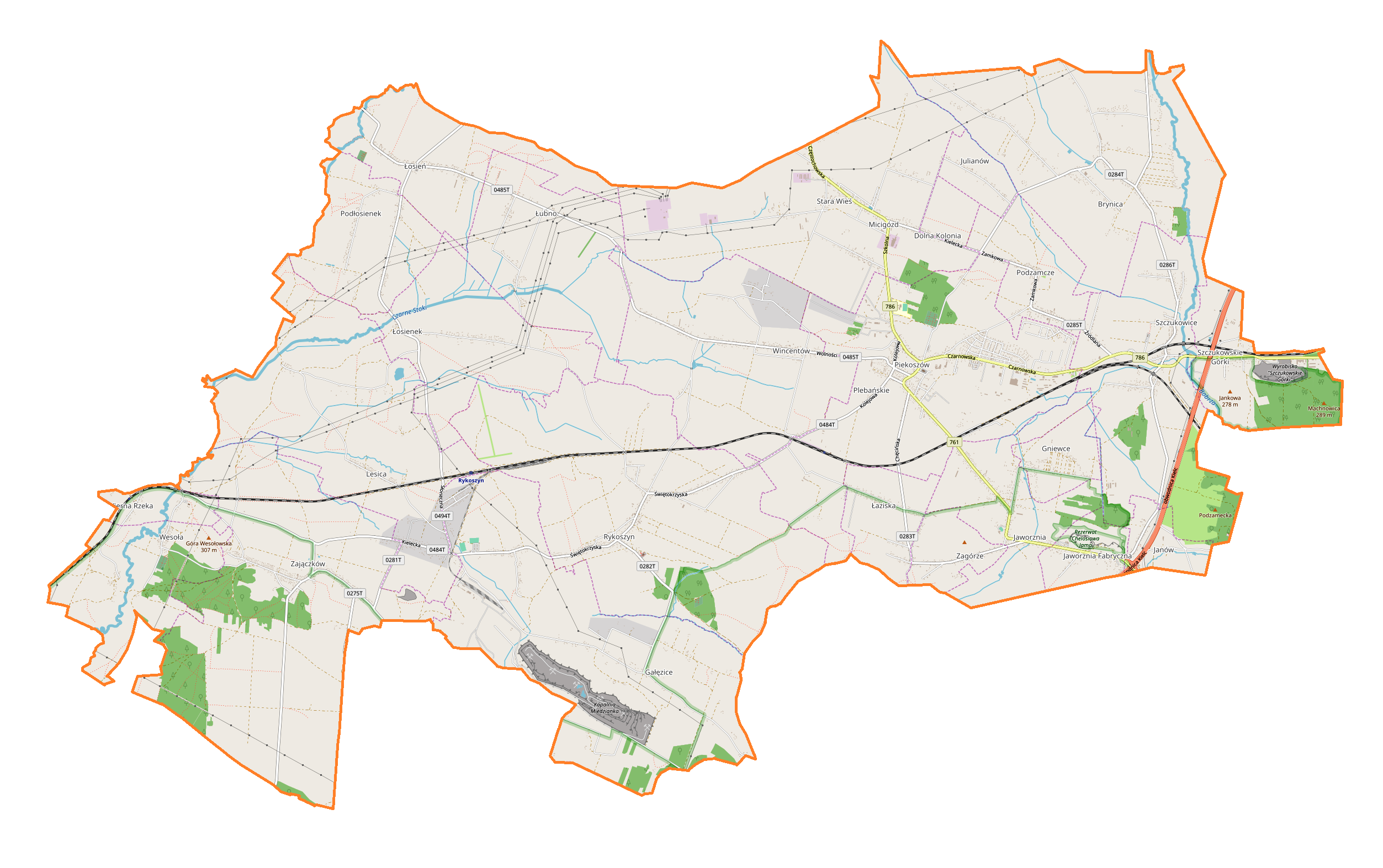
Kaart van de gemeente

In 2002 bedroeg de totale oppervlakte van gemeente Piekoszów 102,48 km², waarvan:
- agrarisch gebied: 73%
- bossen: 17%

De gemeente beslaat 4,56% van de totale oppervlakte van de powiat.
Buiten Piekoszów heeft de gemeente nog andere bewoningskernen: Rykoszyn, Zajączków, Wierna Rzeka, Podzamcze Piekoszowskie, Jaworznia, Gałęzice en Młynki.

## Demografie
Stand op 30 juni 2004:
| Omschrijving                   | Totaal | Totaal | Vrouwen | Vrouwen | Mannen | Mannen |
| ------------------------------ | ------ | ------ | ------- | ------- | ------ | ------ |
| eenheid                        | aantal | %      | aantal  | %       | aantal | %      |
| inwoners                       | 15 061 | 100    | 7619    | 50,6    | 7442   | 49,4   |
| bevolkingsdichtheid (inw./km²) | 147    | 147    | 74,3    | 74,3    | 72,6   | 72,6   |

In 2002 bedroeg het gemiddelde inkomen per inwoner 1372,06 zł.

## Aangrenzende gemeenten

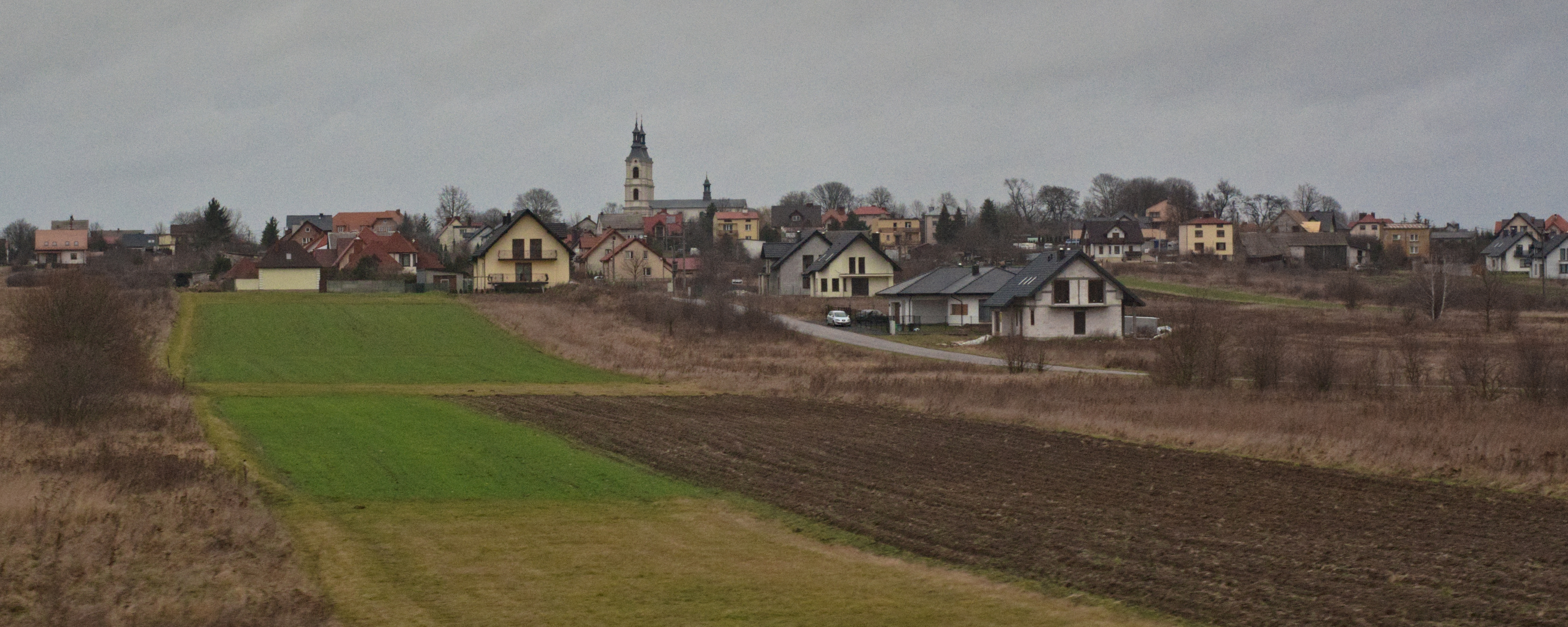
Piekoszów

Chęciny, Kielce, Łopuszno, Małogoszcz, Miedziana Góra, Sitkówka-Nowiny, Strawczyn